# María Conde
María Conde est une joueuse professionnelle espagnole de basket-ball née le 14 janvier 1997 à Madrid en Espagne.

## Biographie

### Carrière en club
María Conde découvre dans son enfance le basket-ball au sein de la formation de l'Estudiantes Madrid ainsi que le football avec l'Atlético de Madrid et choisit le basket-ball. Elle joue ensuite de 2015 à 2017 à l'Université d'État de Floride. En 2019, elle est draftée en 27e position par les Sky de Chicago. De retour en Europe, elle jour successivement au Spar Citylift Girona, au Wisła Can-Pack et au CCC Polkowice.
María Conde intègre l'USK Prague en 2020. Elle atteint en 2022 la demi-finale de l'Euroligue et figure dans le cinq majeur de la compétition. Lors de l'Euroligue 2024-2025, elle est à la fin décembre 2024 la meilleure passeuse de la compétition avec 6,9 passes par rencontre. En janvier 2025, au cours d'une rencontre d'Euroligue, la joueuse espagnole se blesse à la jambe gauche et subit une rupture du tendon d'Achille, ce qui la contraint à plusieurs mois d'absence,. Sans elle, son club s'impose en finale de l'Euroligue en avril.

### Carrière en équipe nationale
En sélections de jeunes, María Conde remporte le titre européen en moins de 16 ans, en moins de 18 ans et en moins de 20 ans. Elle est également vice-championne du monde en moins de 17 ans.
María Conde fait ses débuts en équipe d'Espagne en 2017. Elle est sélectionnée pour le championnat d'Europe en 2017 et remporte la compétition. Deux ans plus tard, elle n'est pas retenue par le sélectionneur Lucas Mondelo. Elle participe à l'édition 2021 où le parcours de l'équipe d'Espagne est perturbé par plusieurs cas d'infection de joueuses au SARS-CoV-2. En 2023, elle décroche cette fois l'argent. Son association avec Maite Cazorla et Raquel Carrera, surnommée la « triple C », constitue un maillon fort de la sélection,.

## Palmarès

### En club
Avec l'USK Prague, María Conde remporte l'Euroligue en 2025. Elle est également championne de Tchéquie en 2021, 2022, 2023 et 2024.

### En sélection
En catégorie moins de 16 ans :
- Médaille d'or au Championnat d'Europe des moins de 16 ans en 2013.

En catégorie moins de 17 ans :
- Médaille d'argent au Championnat du monde des moins de 17 ans en 2014.

En catégorie moins de 18 ans :
- Médaille d'or au Championnat d'Europe des moins de 18 ans en 2015.

En catégorie moins de 20 ans :
- Médaille d'or au Championnat d'Europe des moins de 20 ans en 2016.
- Médaille d'or au Championnat d'Europe des moins de 20 ans en 2017.

En sélection nationale :
- Médaille d'or au Championnat d'Europe en 2017.
- Médaille d'argent au Championnat d'Europe en 2023.

## Distinctions
- Membre du cinq majeur du Championnat d'Europe des moins de 20 ans en 2017.
- Membre du meilleur cinq majeur de l'Euroligue en 2022[3] et en 2025.
- Meilleure joueuse du mois de novembre 2024 lors de l'Euroligue 2025[8].

## Vie personnelle
María Conde est la sœur de Diego Conde, footballeur professionnel.